# Білий Здруй (Свідвинський повіт)
Білий Здруй (пол. Biały Zdrój) — село в Польщі, у гміні Славобоже Свідвинського повіту Західнопоморського воєводства.
Населення — 64 особи (2011).

## Демографія
Демографічна структура станом на 31 березня 2011 року:
|          | Загалом | Допрацездатний вік | Працездатний вік | Постпрацездатний вік |
| -------- | ------- | ------------------ | ---------------- | -------------------- |
| Чоловіки | 32      | 4                  | 25               | 3                    |
| Жінки    | 32      | 7                  | 19               | 6                    |
| Разом    | 64      | 11                 | 44               | 9                    |